# Abernathy (Texas)
Abernathy ist eine Stadt im Hale County im US-Bundesstaat Texas in den Vereinigten Staaten. Das U.S. Census Bureau hat bei der Volkszählung 2020 eine Einwohnerzahl von 2.865 ermittelt.

## Geographie
Die Stadt liegt im Nordwesten von Texas, ist im Westen etwa 90 km von New Mexico entfernt, reicht im Süden bis in das Lubbock County hinein und hat eine Fläche von 3,1 km². Abernathy liegt an der Nord-Süd verlaufenden Interstate 27.

## Nachbarschaft
In direkter Nachbarschaft, im Umkreis von 30 km, liegen folgende Städte: New Deal, Shallowater, Hale Center, Idalou und Petersburg.

## Geschichte
Abernathy wurde 1909 als Eisenbahnstadt gegründet, als die Santa Fe Railroad von Plainview nach Lubbock gebaut wurde. Benannt wurde die Ansiedlung nach M. G. Abernathy. 1910 erhielt sie das erste Postbüro, und 1914 besaß die Stadt 300 Einwohner, vier Kirchen, einige Geschäfte und eine Bank. 1924 wurde sie als Stadt eingetragen, und 1926 gab es bereits 45 Geschäfte und 1500 Einwohner; Abernathy wurde als Baumwoll- und Getreidezentrum bekannt.
1929 wurde Abernathy an das öffentliche Stromnetz angeschlossen und 1934 an die Wasserversorgung. In den Jahren 1933 bis 1946 war die Bevölkerungszahl rückläufig. 1947 gab es die ersten Erdölfunde in der Umgebung, und die Einwohnerzahl stieg auf 1962 in den frühen 1950er Jahren.

## Kultur
Abernathy unterhält eine Bibliothek mit rund 12.300 Büchern, 60 Audio- und 200 Videodokumenten.

## Religion
In Abernathy gibt es derzeit acht verschiedene Kirchen aus sechs unterschiedlichen Konfessionen. Unter den zu einer Konfession gehörenden Kirchen ist die Baptistengemeinde mit drei Kirchen am stärksten vertreten (Stand: 2004).

## Demografische Daten
Das durchschnittliche Einkommen eines Haushalts der Stadt liegt bei 31.377 USD, das durchschnittliche Einkommen einer Familie bei 35.399 USD.
Männer haben ein durchschnittliches Einkommen von 25.635 USD gegenüber den Frauen mit durchschnittlich 21.198 USD. Das Pro-Kopf-Einkommen liegt bei 13.919 USD. 9,3 % der Einwohner und 9,6 % der Familien leben unterhalb der Armutsgrenze.

30,1 % der Einwohner sind unter 18 Jahre alt und auf 100 Frauen ab 18 Jahre und darüber kommen statistisch 88,5 Männer. Das Durchschnittsalter beträgt 35 Jahre (Stand: 2000).

## Kriminalität
Die Kriminalitätsrate hat einen Index von 150,1 Punkte. (Vergl. US-Landesdurchschnitt: 329,7 Punkte)

2003 gab es 0 Morde, 0 Vergewaltigungen, 0 Raubüberfälle, 4 tätliche Angriffe auf Personen, 22 Einbrüche, 40 Diebstähle und 4 Autodiebstähle.